# Kwas lewomefoliowy
Kwas lewomefoliowy – organiczny związek chemiczny, aktywna postać kwasu foliowego, pełni istotną funkcję w syntezie DNA, konwersji homocysteiny do metioniny, metabolizmie cysteiny oraz syntezie neuroprzekaźników (serotoniny, dopaminy i norepinefryny).
Kwas lewomefoliowy powstaje z 5,10-metylenotetrahydrofolianu w reakcji katalizowanej przez reduktazę metylenotetrahydrofolianu (MTHFR). Mutacje genów kodujących MTHFR, powodujące niedobór kwasu lewomefoliowego, zostały powiązane z predyspozycjami m.in. do choroby niedokrwiennej serca, nowotworów, wad cewy nerwowej oraz wystąpienia zespołu Downa. Upośledzenie mechanizmu MTHFR powoduje także zmniejszenie syntezy serotoniny u osób z problemami neuropsychiatrycznymi, z tego względu tarapia wysokimi dawkami kwasu lewomefoliowego ma zastosowanie m.in. w leczeniu wspomagającym depresji.